# 津野米咲
津野 米咲（つの まいさ、1991年10月2日 - 2020年10月18日）は、日本の女性ミュージシャン。東京都出身。ロックバンド「赤い公園」でギター・コーラスを担当した。

## 略歴
2010年、高校の後輩が結成したバンド「赤い公園」に、脱退した初代ギタリストの後任として加入する。当初はサポートメンバーとして関わっていたが、次第にメンバーと一緒に音楽をすることが楽しくなり正式に加入した。
2012年10月9日、体調不良により赤い公園の活動を休止することを発表。
2013年3月1日、Ustreamに出演し活動再開を発表。同年6月5日に発売されたSMAPの50枚目シングル「Joy!!」で作詞・作曲を務め、注目を浴びる。
2020年5月25日、谷口鮪（KANA-BOON）とのユニット「wasabi（谷口鮪×津野米咲）」の結成を発表。同月26日、それぞれの自宅で制作・レコーディングされた楽曲「sweet seep sleep」をJ-WAVEの「SONAR MUSIC」で初公開。同年6月22日、MVをYouTubeで公開し、各種ストリーミングサイトにて配信。
2020年10月18日午前9時頃、東京都杉並区の住宅で倒れていたところを発見され、病院へ搬送されたが死亡が確認された。29歳没。
同月19日、亡くなる2日前に収録されたJ-WAVE「SONAR MUSIC」が放送された。
津野から「ゆうがた」の楽曲提供を受けた三森すずこは津野の訃報を受けて『三森すずことアニソンパラダイス』(『ゆうがたパラダイス』(当時三森は火曜日、津野は水曜日のパーソナリティー担当だった。))にて追悼コメントを出し、楽曲提供について感謝を述べた。

## 人物
祖父は作曲家の津野陽二、父も同じく作曲家のつのごうじ、祖母は宝塚歌劇団出身という音楽一家に育った。

## 作品
赤い公園での作品については「赤い公園#ディスコグラフィ」を参照。

### 楽曲提供
入野自由
- 『Sunny Side Story』（2020年11月4日、作詞・作曲）

遠藤舞
- 『MUJINA』（2014年5月14日、作詞・作曲・編曲・演奏参加）

キャロル（Nai Br.XX）&チューズデイ（Celeina Ann）
- 『Round & Laundry』（2019年7月31日、作詞・作曲・編曲）

℃-ute
- 『夢』（2017年5月3日、作詞・作曲）

こぶしファクトリー
- 『TEKI』（2016年11月30日、作詞・作曲）

鈴木愛理×赤い公園
- 『光の方へ』（2018年6月6日、作詞・作曲・編曲）

SMAP
- 『Joy!!』（2013年6月5日、作詞・作曲）

住岡梨奈
- 『涙日和』（2014年11月12日、作詞・作曲・編曲）

DIALOGUE+
- 『Domestic Force!!』（2020年4月8日、作詞）

竹達彩奈
- 『クレンジングラブ』（2014年11月19日、作詞・作曲・編曲）

タルトタタン
- 『某ちゃん』（2013年10月23日、作曲）

つばきファクトリー
- 『笑って』（2017年7月26日、作詞・作曲）

南波志帆
- 『ばらばらバトル』（2012年12月5日、作詞・編曲）
- 『「ありゃりゃ?」』（2012年12月5日、作詞）
- 『月曜9時のおままごと』（2016年12月7日、作詞・作曲）

PassCode
- 『一か八か』（2019年4月3日、作詞・作曲）

ベイビーレイズ
- 『ビッグ☆スター!』（2014年1月29日、作詞・作曲）

Buono!
- 『ソラシド〜ねえねえ〜』（2016年9月21日、作詞・作曲）

BŌMI
- 『月曜のメランコリー』（2015年1月21日、作曲）

三浦透子
- 『FISHANDCHIPS』（2020年5月27日、作詞・作曲・編曲）

三森すずこ
- 『ゆうがた』（2019年12月4日、作詞・作曲）

モーニング娘。'16
- 『泡沫サタデーナイト!』（2016年5月11日、作詞・作曲）

YUKI
- 『かたまり』（2018年9月19日、作曲・編曲）
- 『風来坊』（2019年2月6日、作曲）

ゆりやんレトリィバァ
- 『友達失格』（2017年10月25日、作詞・作曲）

吉田凜音
- 『KESALAN BLUES』（2018年4月25日、作詞）

Re:versed
- 『一か八か』（2018年3月14日、作詞・作曲）

## 使用機材
ギター
- Fender Made in Japan Stratocaster[12][13]
愛称は「白田トミ子（富子）」
- Fender Custom Shop All Rosewood Stratocaster[12]
愛称は「べんぞう」

アンプ
- MARSHALL JCM900

エフェクター
- Tokai TDL-1
- Tortuga Effects ABDUCTION
- PRO CO RAT2
- Ibanez TS9
- Xotic Soul Driven AH
- Providence FBT-1 FINAL BOOSTER
- XOTIC X-Blender
- BOSS SD-1
- BOSS LS-2
- BOSS CH-1
- BOSS RV-3
- BOSS RC-2
- BOSS TU-2
- One Control Dimension Blue Monger

## 出演

### テレビ
- FNSうたの夏まつり（2013年7月31日、フジテレビ）

### ラジオ
- 赤い公園・津野米咲のKOIKIなPOP・ROCKパラダイス（2016年4月6日 - 2020年11月18日、NHK-FM）